# 崔融 (国子司业)
崔融（653年—706年），字安成，齐州全节县（今山东章丘）人，祖籍清河郡东武城县（今河北省衡水市故城县），唐代文学家，出自清河崔氏定著六房之一的南祖崔氏乌水房。

## 生平
儀鳳元年（676年）應八科製舉，皆及第。永隆二年（681年），累補宮門丞兼崇文館學士，文以華婉典麗稱。崔融為太子李顯侍讀，兼侍屬文，東宮表疏多出其手。聖曆元年（698年），武則天封中岳（嵩山），見崔融撰《啟母廟碑》，讚美有加。武周长安年间，官至春官郎中，知制诰，再升任为凤阁舍人兼修国史，上疏奏请罢免纳税关市，被武则天采纳。长安四年（704年），担任司礼少卿，仍知制诰。张易之兄弟招集文学之士，他以文才降节服事。张易之伏诛，中宗即位，貶崔融为袁州刺史，不久召拜國子司業，预修《武则天实录》。與杜審言、李嶠、蘇味道等人合稱“文章四友”。神龍二年（706年）思虑过度，疾病而卒，諡文。《全唐詩》卷六十八錄其詩。有文集六十卷，已佚，《全唐文》存文五十二篇。

## 子孙
- 崔禹錫，字洪範，中書舍人、清河貞子
  - 崔引，河東尉
    - 崔約
      - 崔集

    - 崔絢，監察裡行
      - 崔師
        - 崔谋

  - 崔巨，字為式，殿中侍御史
- 崔緄，歙州錄事參軍
  - 崔諲
- 崔繟、崔緝、崔綴
- 崔绍
  - 崔蘊，監察御史
    - 崔综、崔则

  - 崔升，稷山尉
    - 崔繼、崔榮
- 崔翹，禮部尚書、清河成公
  - 崔陵，詹事府司直
    - 崔庇
      - 崔○，字潤中
        - 崔昭符，字子信；崔昭原，子勛美；崔昭纬；崔昭矩，字表謀

    - 崔燮，于潛尉
      - 崔懽，襄陵尉
      - 崔悅，林慮主簿
        - 崔述，河南府士曹參軍
        - 崔嚴，倉部員外郎

      - 崔忻，河南法曹參軍

    - 崔嶷，光祿丞

  - 崔同，大理少卿
    - 崔峰
      - 崔應
      - 崔廈，襄城主簿

    - 崔廞，惠陵令
      - 崔公弼、崔公度、崔弘本、崔延齡、崔允中、崔彥雍

    - 崔平仲，鳳翔少尹

  - 崔異，渠州刺史
    - 崔照，將作監丞
      - 崔稔，鉅野令
        - 崔郜
          - 崔臨
            - 崔充美

        - 崔潯

      - 崔崳，澠池令
        - 崔賁
        - 崔德雍，周易博士

      - 崔岐，江陰主簿
        - 崔鄴

      - 崔嶙
      - 崔○
        - 崔○，河東令

    - 崔達，江陵少尹
      - 崔潁、崔彦恭

    - 崔勵，陝府司馬
      - 崔次璵

    - 崔能，字子才，嶺南節度使、清河郡公
      - 崔師蒙、崔由道
      - 崔彥曾，初名宣孝，徐州觀察使
        - 崔虯，京兆府參軍
        - 崔祐之，滎陽尉

    - 崔從，字子乂，淮南節度使、清河縣伯
      - 崔彥方，壽安尉
        - 崔敬嗣，太子詹事
          - 崔整，字文莊，廣州支使

      - 崔慎由
      - 崔周恕，初名慎經，司封員外郎
      - 崔安潜
      - 崔彥沖，太子賓客
        - 崔勍，字思柔，太常博士
        - 崔就，字德成，戶部侍郎
        - 崔讓郎，興元少尹
        - 崔涓，字虛已，司封員外郎
        - 崔蠻，字得車，太常丞

    - 崔摠，太子諭德
      - 崔諒
      - 崔彥儒，盩厔尉

    - 崔憲，西主簿
      - 崔彥崇、崔彥弘

  - 崔彧，太子少詹事
- 崔系，伊陽丞
- 崔朔，京兆府法曹參軍